# (74824) Tarter
(74824) Tarter est un astéroïde de la ceinture principale, découvert par Charles W. Juels le 12 octobre 1999. Sa désignation provisoire est 1999 TJ16.
Il a été nommé en l'honneur de l'astronome américaine Jill Tarter.

## Orbite
Tarter a un aphélie de 2,80 UA et un périhélie de 1,95 UA. Il met 1341 jours pour faire le tour du Soleil.